# Ангіер (Північна Кароліна)
Ангіер (англ. Angier) — місто (англ. town) в США, в округах Гарнетт і Вейк штату Північна Кароліна. Населення — 5265 осіб (2020).

## Географія
Ангіер розташований за координатами 35°30′24″ пн. ш. 78°44′25″ зх. д. / 35.50667° пн. ш. 78.74028° зх. д. (35.506684, -78.740202).  За даними Бюро перепису населення США в 2010 році місто мало площу 7,62 км², з яких 7,53 км² — суходіл та 0,09 км² — водойми. В 2017 році площа становила 7,02 км², з яких 6,93 км² — суходіл та 0,09 км² — водойми.

## Демографія
Згідно з переписом 2010 року, у місті мешкало 4350 осіб у 1672 домогосподарствах у складі 1104 родин. Густота населення становила 571 особа/км².  Було 1829 помешкань (240/км²).
Расовий склад населення:
| - 61,7 % — білих - 21,7 % — чорних або афроамериканців - 0,8 % — корінних американців - 0,6 % — азіатів - 13,1 % — осіб інших рас |

До двох чи більше рас належало 2,1 %. Частка іспаномовних становила 20,3 % від усіх жителів.
За віковим діапазоном населення розподілялося таким чином: 27,7 % — особи молодші 18 років, 59,5 % — особи у віці 18—64 років, 12,8 % — особи у віці 65 років та старші. Медіана віку мешканця становила 34,3 року. На 100 осіб жіночої статі у місті припадало 89,8 чоловіків;  на 100 жінок у віці від 18 років та старших — 86,1 чоловіків також старших 18 років.
Середній дохід на одне домашнє господарство  становив 53 004 долари США (медіана — 43 010), а середній дохід на одну сім'ю — 59 405 доларів (медіана — 55 130). Медіана доходів становила 42 204 долари для чоловіків та 36 406 доларів для жінок. За межею бідності перебувало 9,6 % осіб, у тому числі 7,0 % дітей у віці до 18 років та 9,2 % осіб у віці 65 років та старших.
Цивільне працевлаштоване населення становило 2075 осіб. Основні галузі зайнятості: будівництво — 18,3 %, роздрібна торгівля — 17,0 %, освіта, охорона здоров'я та соціальна допомога — 15,9 %.